# Souroubea peruviana
Souroubea peruviana är en tvåhjärtbladig växtart som beskrevs av Ernest Friedrich Gilg. Souroubea peruviana ingår i släktet Souroubea och familjen Marcgraviaceae.
Artens utbredningsområde är Peru. Inga underarter finns listade i Catalogue of Life.